# Guioa molliuscula
Guioa molliuscula är en kinesträdsväxtart som beskrevs av Ludwig Radlkofer. Guioa molliuscula ingår i släktet Guioa och familjen kinesträdsväxter. Inga underarter finns listade i Catalogue of Life.